# Philippi (Familienname)
Philippi ist ein deutscher Familienname.

## Namensträger
- Adolf Philippi (1843–1918), deutscher klassischer Philologe
- Adolf Philippi (Politiker) (1840–1923), deutscher Politiker, Bürgermeister von Usingen und Abgeordneter
- Alfred Philippi (1903–1994), deutscher Generalstabsoffizier
- Andreas Philippi (* 1965), deutscher Politiker (SPD), MdB, Minister in Niedersachsen
- Bernhard Eunom Philippi (Bernardo Philippi; 1811–1852), deutscher Seemann, Naturaliensammler und Erkundungsreisender
- Carl Philippi (1843–1906), deutscher Binnenschiffsreeder
- Daniela Philippi (Journalistin) (* 1949), deutsche Journalistin
- Daniela Philippi (Musikwissenschaftlerin) (* 1966), deutsche Musikwissenschaftlerin
- Emil Philippi (1871–1910), deutscher Geologe und Hochschullehrer
- Eric Philippi (* 1997), deutscher Sänger, Künstler, Trompeter und Produzent
- Ernst Christian Philippi (1668–1736), deutscher Theologe und Prediger
- Federico Philippi (1838–1910), chilenischer Botaniker
- Felix Philippi (1851–1921), deutscher Schriftsteller
- Friedrich Philippi (Rechtswissenschaftler) (1650–1724), deutscher Rechtswissenschaftler und Hochschullehrer
- Friedrich Philippi (Archivar) (1853–1930), deutscher Archivar
- Friedrich Philippi (Richter) (1859–1938), deutscher Richter und Politiker
- Friedrich Adolf Philippi (1809–1882), deutscher Theologe
- Friedrich Wilhelm Martin Philippi (1843–1905), deutscher Philologe und Orientalist
- Fritz Philippi (1869–1933), deutscher Pfarrer und Schriftsteller
- Georg Philippi (1936–2010), deutscher Botaniker
- Giovanni Maria Philippi, österreichisch-italienischer Architekt und Baumeister
- Hans Philippi (1916–2010), deutscher Historiker und Archivar
- Heinrich Ludwig Philippi (1838–1874), deutscher Maler
- Johann Philippi, eigentlicher Name von Johannes Sleidanus (1506–1556), Luxemburger Jurist und Diplomat
- Johann Philippi (Rechtsgelehrter) (1607–1674), deutscher Rechtsgelehrter
- Johann Ernst Philippi (um 1700–1758), deutscher Jurist und Hochschullehrer
- Johann Friedrich Hector Philippi (1802–1880), deutscher Jurist und Politiker
- Johann Jacob Martin Philippi (1761–1850), deutscher Gelehrter und Publizist
- Jakob Philippi (15. Jh.), Kleriker und Theologe in Paris und Basel
- Joseph Philippi (1808–1891), deutscher Geistlicher und Politiker, MdR
- Jule Philippi (1965–2012), deutsche Autorin
- Julia Philippi (Politikerin) (* 1962), deutsche Politikerin (CDU)
- Julia Philippi (Schauspielerin) (* 1980), deutsche Schauspielerin
- Karl Ferdinand Philippi (1795–1852), deutscher Publizist und Verleger
- Klaus-Peter Philippi (1940–2010), deutscher Germanist
- Lotte Philippi (1918–2004), deutsche Politikerin (CDU), MdL Hessen
- Maria Philippi (1875–1944), Schweizer Altistin, Oratoriensängerin und Professorin
- Mark Philippi, Pseudonym von Arnold Bender (1904–1978), deutsch-britischer Schriftsteller
- Mark Philippi (Strongman) (* 1963), US-amerikanischer Strongman
- Markus Philippi (* 1979), deutscher Koch
- Paul Philippi (1923–2018), rumäniendeutscher Theologe und Politiker
- Peter Philippi (1866–1945), deutscher Maler
- Robert Philippi (1877–1959), österreichischer Maler
- Roland Philippi (* 1982), deutscher politischer Beamter (FDP)
- Rudolf Philippi (Historiker) (1821–1897), preußischer Archivar und Historiker
- Rudolf Philippi (Politiker) (1835–1903), Schweizer Politiker
- Rudolph Amandus Philippi (1808–1904), deutsch-chilenischer Zoologe und Botaniker
- Siegfried Philippi (1871–1936), deutscher Schauspieler, Regisseur und Drehbuchautor
- Viktor von Philippi (1675–1739), kaiserlich habsburgischer Feldmarschall
- Waldemar Philippi (Maler) (1828–1869), deutscher Maler
- Waldemar Philippi (Fußballspieler) (1929–1990), deutscher Fußballspieler